# Pachycerina longistylata
Pachycerina longistylata är en tvåvingeart som beskrevs av Mitsuhiro Sasakawa och Kozanek 1995. Pachycerina longistylata ingår i släktet Pachycerina och familjen lövflugor.
Artens utbredningsområde är Nordkorea. Inga underarter finns listade i Catalogue of Life.